# Broken (альбом)
Broken — третий студийный альбом британской электроник-рок-группы Soulsavers; второй с американским рок-музыкантом Марком Ланеганом.

## Об альбоме
После выпуска It’s Not How Far You Fall, It’s the Way You Land в 2007 году Марк Ланеган записал второй совместный диск с шотландской певицей Изобель Кэмпбелл и две пластинки с американским рок-музыкантом Грегом Дулли под вывеской The Gutter Twins. В 2009 году Марк приступил к работе над новым альбомом Soulsavers наряду с бывшим вокалистом Faith No More Майком Паттоном, автором-исполнителем и гитаристом Ричардом Хоули, лидером Spiritualized Джейсоном Пирсом, основным вокалистом и саксофонистом Butthole Surfers Гибби Хэйнсом. Участие в записи Broken стало музыкальным дебютом для австралийской певицы Розы Агостино, обозначенной в буклете альбома как Red Ghost. Она присоединилась к составу музыкантов по приглашению Рича Мачина, высоко оценившего демозаписи Агостино.
На Broken вошло двенадцать оригинальных композиций; в написании девяти из них принял участие Марк Ланеган. Ещё три треки представляют собой кавер-версии: «Highway Kind» патриарха фолк/кантри/блюза Таунса Ван Зандта, «Some Misunderstanding» вокалиста и гитариста The Byrds Джина Кларка и «You Will Miss Me When I Burn» Уилла Олдхэма. Последний сделал ответную любезность, записав песню на стихи Марка, «Sunrise».

## Рецензии
Broken органично продолжает It’s Not How Far You Fall, It’s the Way You Land на более высоком уровне; новая работа музыкантов богаче по цвету и смелее в замыслах. Совместное предприятие британских дэнс-вождей Рича Мачина и Яна Гловера и странствующего самурая и проповедника Марк Ланеган в очередной раз демонстрирует тонкости различия добра и зла. Альбом предстаёт то музыкальной сказкой о духовных странствиях по пыльным улицам и выбеленным церквям, то настоящим Адом Данте, охваченным немногословной яростью, горьковато-сладкой ревностью и распущенностью; размышляющим об утратах, горе и искуплении, о боли любовных потерь.
Пластинку открывает инструментальная композиция «The Seventh Proof» с величественными фортепиано и духовыми; со второго трека, «Death Bells», на сцену выходит звезда альбома, Марк Ланеган. В зловещей «Unbalanced Pieces» с уклоном трип-хоп он вступает в вокальную драку с Майком Паттоном, в невыносимо грустной, но готически торжественной «You Will Miss Me When I Burn» напевает необычайно грациозную колыбельную. За превосходным переосмыслением «Some Misunderstanding», скорбной гармоникой и драматической кодой «Shadows Fall» Broken в спокойном и созерцательном духе подступает к номеру сладкоголосой сиднейки Розы Агостино — «Praying Ground». «Rolling Sky» Марк и Роза исполняют дуэтом — грозным и непредсказуемым, как приближающийся шторм — после чего диск подходит к эпическому концу — «By My Side».
(По материалам musicOMH, Clash, New Musical Express, Pitchfork, Drowned in Sound, Relevant, PopMatters, The Quietus и BBC.)

## Список композиций
| #  | Название песни               | Автор(ы)                                    | Вокал                   | Продолжительность |
| -- | ---------------------------- | ------------------------------------------- | ----------------------- | ----------------- |
| 1  | The Seventh Proof            | Рич Мачин и Ян Гловер                       | инструментальная        | 3:03              |
| 2  | Death Bells                  | Марк Ланеган, Ричард Уоррен, Мачин и Гловер | Ланеган и Гибби Хэйнс   | 4:50              |
| 3  | Unbalanced Pieces            | Ланеган, Мачин и Гловер                     | Ланеган и Майк Паттон   | 4:07              |
| 4  | You Will Miss Me When I Burn | Уилл Олдхэм                                 | Ланеган и Роза Агостино | 3:48              |
| 5  | Some Misunderstanding        | Джин Кларк                                  | Ланеган                 | 7:57              |
| 6  | All the Way Down             | Ланеган, Мачин и Гловер                     | Ланеган                 | 4:49              |
| 7  | Shadows Fall                 | Ланеган, Уоррен, Мачин и Гловер             | Ланеган и Ричард Хоули  | 6:36              |
| 8  | Can’t Catch the Train        | Ланеган, Мачин и Гловер                     | Ланеган                 | 3:34              |
| 9  | Pharaoh’s Chariot            | Ланеган, Мачин и Гловер                     | Ланеган и Джейсон Пирс  | 4:32              |
| 10 | Praying Ground               | Ланеган, Кени Ричардс и Майк Джонсон        | Агостино                | 3:44              |
| 11 | Rolling Sky                  | Ланеган, Мачин и Гловер                     | Ланеган и Агостино      | 7:05              |
| 12 | Wise Blood                   | Мачин и Гловер                              | инструментальная        | 5:37              |
| 13 | By My Side                   | Агостино, Мачин и Гловер                    | Агостино                | 5:15              |
| 14 | Sunrise *                    | Ланеган                                     | Олдхэм                  | 3:41              |
| 15 | Highway Kind *               | Таунс Ван Зандт                             | Ланеган                 | 2:48              |

- * отмечены песни, доступные только при покупке альбома в iTunes Store.